# Kabiiuk
Kabiiuk este o arie protejată (arie specială de conservare — SAC, sit de importanță comunitară — SCI) din Bulgaria întinsă pe o suprafață de 286,76 ha, integral pe uscat.

## Localizare
Centrul sitului Kabiiuk este situat la coordonatele 43°20′46″N 26°57′36″E / 43.3461°N 26.96°E.

## Înființare
Situl Kabiiuk a fost declarat sit de importanță comunitară în martie 2007 pentru a proteja 1 specie de plante și 12 specii de animale. Situl a fost protejat și ca arie specială de conservare în martie 2021.

## Biodiversitate
Situată în ecoregiunea continentală, aria protejată conține 6 habitate naturale: Tufărișuri subcontinentale peripanonice, Tufișuri caducifoliate ponto-sarmatice, Pajiști uscate seminaturale și facies de acoperire cu tufișuri pe substraturi calcaroase (Festuco-Brometalia) (* situri importante pentru orhidee), Pajiști stepice subpanonice, Păduri panonice cu Quercus petraea și Carpinus betulus, Păduri stepice euro-siberiene cu Quercus spp..
La baza desemnării sitului se află mai multe specii protejate:
- plante (1): Echium russicum
- amfibieni (1): Triturus karelinii
- mamifere (7): hamster românesc (Mesocricetus newtoni), liliac cu aripi lungi (Miniopterus schreibersii), liliac cu urechi de șoarece (Myotis blythii), liliac cu picioare lungi (Myotis capaccinii), liliacul mediteranean cu potcoavă (Rhinolophus euryale), liliacul cu potcoavă a lui méhely (Rhinolophus mehelyi), dihor pătat (Vormela peregusna)
- nevertebrate (1): croitorul mare al stejarului (Cerambyx cerdo)
- reptile (3): Elaphe sauromates, Testudo graeca, țestoasă bănățeană (Testudo hermanni)

Pe lângă speciile protejate, pe teritoriul sitului au mai fost identificate 6 specii de plante, 1 specie de amfibieni, 1 specie de nevertebrate, 6 specii de reptile.